# Gongsun Zan

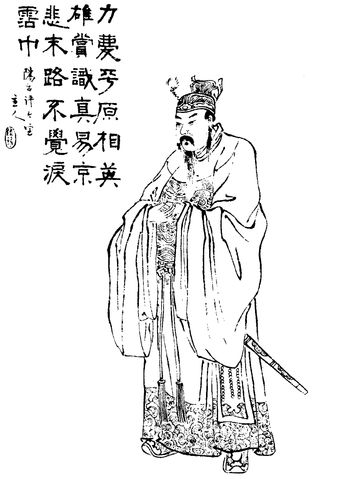
Darstellung Gongsun Zans aus der Qing-Zeit

Gōngsūn Zàn (chinesisch 公孫瓚 / 公孙瓒) († 199) war ein chinesischer Warlord nach dem Aufstand der Gelben Turbane.
Sein Vater stammte aus einer hohen Beamtenfamilie, doch seine Mutter war einfacher Herkunft. Gongsun Zan studierte einige Zeit bei dem Akademiker Lu Zhi, wo er die Bekanntschaft mit Liu Bei machte, der Gongsun Zan bewunderte. Er machte im Militär Karriere und stieg zu einem Reitergeneral auf. In dieser Funktion kämpfte er erfolgreich gegen Rebellen; so besiegte er 188 die Rebellen Zhang Chun und Zhang Ju. Er kämpfte an der nördlichen und östlichen Grenze gegen nicht-chinesische Völker. 
Im Jahr 191 nahm Gongsun Zan an der Koalition gegen Dong Zhuo teil, was er als Möglichkeit nutzte, sich eine eigene Machtbasis zu schaffen. In dieser Zeit war die kaiserliche Zentralregierung nur noch formal herrschend, die wahre Macht lag bei den diversen Warlords, die um die Macht kämpften. 
In den 190er Jahren kämpfte Gongsun Zan wiederholt gegen den Warlord Yuan Shao. Es gelang ihm in dieser Zeit, seine Machtstellung im Nordosten auszuweiten und weitgehend zu behaupten. 195 brachen jedoch Aufstände gegen ihn los und Yuan Shao holte zum Gegenschlag aus, was Gongsun Zans Herrschaft erschütterte. Er musste sich zurückziehen und wurde schließlich 199 von Yuan Shao besiegt; er tötete seine Frau und seine Kinder und anschließend sich selbst.